# Dobrý Will Hunting
Dobrý Will Hunting, v originále Good Will Hunting, je americké filmové drama z roku 1997. Film režíroval Gus Van Sant a v hlavních rolích se objevili Matt Damon, Robin Williams, Ben Affleck, Minnie Driver, a Stellan Skarsgård. Scénář napsali Damon a Affleck a Damon se objevil v titulní roli. Film sleduje Willa Huntinga, dvacetiletého dělníka z Jižního Bostonu, který je zároveň matematickým géniem a musí navštěvovat terapeuta (Williams) a studovat pokročilou matematiku s vysokoškolským profesorem (Skarsgård), aby se vyhnul pobytu ve vězení. Během terapeutických sezení Will přehodnocuje vztahy ke svému nejlepšímu kamarádovi (Affleck) a ke své přítelkyni (Driver), a při tom konfrontuje své emocionální problémy a rozhoduje se o své budoucnosti.
Film zaznamenal velký finanční úspěch a úspěšný byl i u filmové kritiky. Během promítání v kinech vydělal přes 225 milionů dolarů, čímž více než dvaadvacetkrát překonal rozpočet filmu (10 milionů dolarů). Snímek byl nominován na devět cen Akademie a získal dvě: za Nejlepšího herce ve vedlejší roli pro Williamse a Nejlepší původní scénář pro Damona a Afflecka.

## Děj
Dvacetiletý Will Hunting (Matt Damon) z Jižního Bostonu oplývá geniální úrovní své inteligence, ale rozhodne se pracovat jako dělník ve stavebnictví a trávit čas se svými kamarády, Chuckiem Sullivanem (Ben Affleck), Billym McBridem (Cole Hauser) a Morganem O'Mallym (Casey Affleck). Také pracuje jako uklízeč na Massachusettském technologickém institutu (MIT), kde vysokoškolský profesor matematiky a laureát Fieldsovy medaile, profesor Gerald Lambeau (Stellan Skarsgård) zveřejní obtížný matematický problém týkající se algebraické teorie grafů jako výzvu k vyřešení pro své studenty, kteří budou absolvovat. Will problém vyřeší neobyčejně rychle a anonymně, což Lambeaua donutí zveřejnit mnohem těžší problém. Ten ale Will také snadno a rychle vyřeší, Lambeau ho při tom uvidí, ale Will už utíká pryč.
Jednoho večera, když jde pít s přáteli, Will potkává Skylar (Minnie Driver), britskou studentku, která se chystá absolvovat Harvardovu univerzitu a plánuje, že půjde na Stanfordovu univerzitu v Kalifornii studovat medicínu. Poté se Will dostane k soudu za předchozí pouliční bitku, během které byl zatčen policií, soudce jej za to odsoudí do vězení. Profesor Lambeau od vedoucího údržby Harvardovy univerzity obdrží kontakt na jeho sociálního kurátora a tak zjistí, o koho se jedná a kde se vlastně Will nachází. Ve vězení jej sám vyhledá a nabídne mu možnost, že ho z vězení osvobodí, pokud bude pod jeho dohledem studovat matematiku a bude pravidelně docházet k psychoterapeutovi. Will s tím souhlasí, ale prvních pár psychoterapeutů bere s opovržením a i oni s ním po chvíli odmítají spolupracovat. Zoufalý Lambeau vyzve profesora Seana Maguira (Robin Williams), svého bývalého a již odcizeného spolužáka, který také vyrůstal v Jižním Bostonu a nyní vyučuje psychologii na Bunker Hill Community College. Na rozdíl od jiných psychoterapeutů, Sean na Willa zatlačí a překoná jeho obranné mechanismy a po pár neproduktivních sezeních se sobě navzájem začnou otevírat.
Will je obzvláště zasažen, když mu Sean řekne, že se v roce 1975 vzdal své vstupenky na šestou hru sezóny Boston Red Socks, která se později stala historicky významnou, kvůli tomu, že se na první pohled zamiloval do neznámé dívky, která se později stala jeho ženou. Sean svého rozhodnutí dodnes nelituje a nelituje ani posledních let, která strávil se ženou, když umírala na rakovinu. To Willa povzbudí a snaží se vybudovat svůj vztah se Skylar, ačkoliv jí lže o své minulosti a zdráhá se představit ji svým kamarádům nebo jí ukázat zchátralé okolí svého bydliště. Také vyzve Seana, aby na svůj život upíral objektivní pohled, a vyjde najevo, že se Sean se smrtí své manželky doposud nevyrovnal.
Will se pod velkými očekáváními ze strany Lambeaua začne rozčilovat a stane se terčem posměchu v rozhovorech, které pro něj Lambeau připravil. Sean upozorňuje Lambeaua, že na chlapce příliš tlačí. Will je najde ve vášnivé hádce, kdy se zaobírají jeho budoucností, a velmi se naštve. Když se ho Skylar zeptá, jestli by s ní nechtěl odjet do Kalifornie, Will začne panikařit a začne ji tlačit pryč a během jejich hádky ji o sobě prozradí, že je ve skutečnosti sirotek a jeho pěstounský otec ho fyzicky napadl. Skylar mu řekne, že ho miluje, ale on ji na oplátku řekne, že ji nemiluje a opustí ji. Následovně zaútočí na Lambeaua, když mu řekne, že matematický výzkum bral jako „vtip“. Sean poukazuje na to, že Will je takovým odborníkem na předvídání budoucích selhání ve svých mezilidských vztazích, které záměrně sabotuje, aby zabránil vzniku emocionální bolesti. Když Will odmítne dát upřímnou odpověď na otázku, co chce dělat se svým životem, Sean mu ukáže dveře. Will řekne Chuckiemu, že po zbytek života chce být dělníkem; Chuckie mu odpoví, že by bylo pro jeho přátele urážlivé, aby Will mrhal svým potenciálem a že jeho největším přáním by bylo, aby Will práci dělníka opustil a začal se věnovat něčemu většímu. Will se tedy rozhodne přijmout nabídku jedné práce v základním výzkumu, kterou pro něj zařídil Lambeau.
Na jiném terapeutickém sezení se Sean a Will o sobě navzájem dozví, že se oba stali dětství oběťmi zneužívání, a Sean pomůže Willovi, aby si uvědomil, že bolest, kterou při zneužívání utrpěl, není jeho chyba a že se to nestalo jeho vinou. Will se posléze rozhodne jít dle okolí správnou cestou a přijme jednu z pracovních nabídek získaných přes Lambeaua. Sean poté, co pomůže Willovi vyřešit jeho problémy, se usmíří s Lambeauem a rozhodne se vzít si volno a cestovat po světě. Will ke svým jedenadvacátým narozeninám dostane od kamarádů opravený Chevrolet Nova a rozhodne se odjet do Kalifornie za Skylar. Před odjezdem ještě stihne Seanovi předat dopis ve kterém se omlouvá Lambeauovi, že nemůže nastoupit do práce kvůli holce…

## Obsazení
| Matt Damon        | Will Hunting            |
| Robin Williams    | Sean Maguire            |
| Ben Affleck       | Chuckie Sullivan        |
| Stellan Skarsgård | profesor Gerald Lambeau |
| Minnie Driver     | Skylar                  |
| Casey Affleck     | Morgan O'Mally          |
| Cole Hauser       | Billy McBride           |
| John Mighton      | Tom                     |
| George Plimpton   | Dr. Henry Lipkin        |

## Výroba filmu

### Vznik
Ben Affleck a Matt Damon původně napsali scénář jako thriller: Mladý muž v drsných a špinavých ulicích Jižního Bostonu, který disponuje vysokou inteligencí, je najat FBI, aby se stal jejich agentem. Prezident společnosti Castle Rock Entertainment Rob Reiner na ně později naléhal, aby upustili od thrillerového aspektu příběhu a aby se soustředili na vztah mezi Willem Huntingem (Damon) a jeho psychologem (Williams). Na Reinerovu žádost si scénář přečetl i známý scenárista William Goldman, který později navrhl, aby vyvrcholením filmu bylo Willovo rozhodnutí následovat jeho přítelkyni Skylar do Kalifornie.
Goldman neustále popírá přetrvávající fámu o tom, že psal scénář on nebo pracoval na pomocném skriptu. Ve své knize Which Lie Did I Tell? (česky Kterou lež jsem řekl?) Goldman píše, že po přečtení scénáře strávil den s autory a jeho jediný přínos byl ten, že souhlasil s připomínkami, které měl již Rob Reiner. Píše: „Myslím, že důvod, proč svět tak horlivě nevěří, že scénář nenapsali Matt Damon a Ben Affleck, je jen obyčejná závist.“

### Natáčení
Dobrý Will Hunting se natáčel v okolí Bostonu a Toronta přes pět měsíců v roce 1996. I když se příběh odehrává v Bostonu, většina scén se natáčela v Torontu a prostory univerzity v Torontu sloužily jako MIT a Harvard a scény ve třídě se natáčely ve fyzikálních laboratořích univerzity a ve střední technické škole v Torontu.
Obsazení filmu se při zkouškách zabývalo značně improvizací. Robin Williams, Ben Affleck a Minnie Driver svými poznámkami významně přispěli ke svým postavám. Poslední věta Williamse ve filmu byla zcela improvizovaná, stejně jako scéna z jednoho terapeutického sezení, kdy Willovi vypráví o své trochu výstřední manželce. Tato scéna všechny překvapila. Podle komentáře Damona na DVD verzi filmu to způsobilo, že Johnny (kameraman), se při té scéně smál tak hodně, že místy můžeme vidět, že se kamera pomalu pohybuje nahoru a dolů a svým smíchem Damon také mírně porušil svou postavu. Režisér filmu Gus Van Sant v komentáři na DVD říká, že kdyby věděl, jak bude film úspěšný, tak by ve filmu nechal více scén, které nakonec z filmu vystřihli kvůli délce. Jedna z nich je, když Skylar navštěvuje Chuckieho v naději, že jí vysvětlí některé výstřelky, o kterých není Will ochoten sám diskutovat.
Film je věnován památce básníka Allena Ginsberga a spisovatele Williama S. Burroughse; oba zemřeli v roce 1997.

## Hodnocení filmu
Film získal téměř univerzální úspěch u filmových kritiků; na webové stránce Rotten Tomatoes dostal hodnocení 97 % a byl nominován na řadu ocenění (viz níže).
Matt Damon, Robin Williams a Minnie Driver byli za své role nominováni na Oscara a Williams cenu vyhrál. Damon a Affleck získali Oscara za Nejlepší původní scénář.

### Tržby
V prvním víkendu promítání filmu v kinech v omezeném vydání vydělal film 272 912 tisíc dolarů. V lednu 1998, když se film promítal pro širokou veřejnost, vydělal za první víkend přes 10 milionů dolarů. V Severní Americe film vydělal 138 milionů dolarů a celosvětově téměř 226 milionů dolarů.

## Ocenění
Oscar
- Vyhrál: Oscar za nejlepší mužský herecký výkon ve vedlejší roli – Robin Williams
- Vyhrál: Oscar za nejlepší původní scénář – Ben Affleck & Matt Damon
- Nominován: Oscar za nejlepší obraz
- Nominován: Oscar za nejlepší mužský herecký výkon v hlavní roli – Matt Damon
- Nominován: Oscar za nejlepší ženský herecký výkon v hlavní roli – Minnie Driver
- Nominován: Oscar za nejlepší režii – Gus Van Sant
- Nominován: Oscar za nejlepší píseň – Elliott Smith (píseň "Miss Misery")
- Nominován: Oscar za nejlepší hudbu – Danny Elfman
- Nominován: Oscar za nejlepší střih – Pietro Scalia

Zlatý glóbus
- Vyhrál: Zlatý glóbus za nejlepší scénář – Ben Affleck & Matt Damon
- Nominován: Zlatý glóbus za nejlepší film (drama)
- Nominován: Zlatý glóbus za nejlepší mužský herecký výkon (drama) – Matt Damon
- Nominován: Zlatý glóbus za nejlepší mužský herecký výkon ve vedlejší roli – Robin Williams